# 鉄道部
鉄道部（てつどうぶ）とは、1990年6月1日から西日本旅客鉄道（JR西日本）がローカル線の活性化・効率化を狙って路線・区間ごとに設定した組織である。地域鉄道部（ちいきてつどうぶ）についても同様の組織である。いずれも、JR西日本の各支社が管轄する組織である。バス会社でいう「営業所」と同じ位置づけである。

## 概要
その形態はさまざまであるが、概ね部内には営業系（駅）、運転車両系（乗務員区所、車両基地）、施設系（保線、電力、信号・通信、電気、設備、機械、土木）の組織が下部に存在する。ただし、車両基地については一部では管轄せず、鉄道部管轄外の区所や別の鉄道部に配置されることもあった（例：福崎鉄道部管内の播但線では、103系電車は網干総合車両所に、キハ41形気動車は豊岡鉄道部に配置していた）。
各支社管内における特定区間を専門に受け持つ統合的な現業部門である。
地域行事に即した臨時列車や路線の特徴を生かした観光列車の運転、新駅開業、新型車両の導入など地域に密着したサービスを円滑に行うこと、地域の要望などに沿った列車ダイヤ作成などを目的としている。
この鉄道部の設置は、1990年6月1日（第1次鉄道部）、1991年（平成3年）4月1日（第2次鉄道部、七尾鉄道部は9月1日発足）、1992年（平成4年）4月1日（第3次鉄道部）の3回に分けて行われた。
さらに1995年（平成7年）10月1日には、この鉄道部の基本を地方の幹線系路線にも応用し、業務統合による効率化やシステムの機械化を狙って、地域鉄道部も山陽本線や北陸本線に発足した。

### 鉄道部の統廃合
近年安全面に関する設備投資が抑制されてきたことと、いわゆる団塊の世代の大量退職による技術力の維持が課題としてクローズアップされてきた。 そこで、JR西日本は2004年頃から鉄道部制度に関する見直し作業に着手した。見直しは鉄道部が地域鉄道部と統合する形のもの、支社直轄となり、鉄道部そのものが廃止される形の2通りがある。統廃合が実施された中には組織が大きくなりすぎるため、一部エリアが他の地域鉄道部などに移管されるケースもある。なお、JR西日本は、「今後も安全性向上のため、鉄道部の実態に即して見直しを検討していく」とコメントしている。
2015年3月には、北陸新幹線金沢開業に伴う北陸本線の並行区間分離に伴い、該当区間を管轄していた2つの地域鉄道部を廃止し、この区間の北陸本線から分岐していた路線を統括する北陸広域鉄道部が新たに設置されている。また、2019年6月には、山口県内の3つの地域鉄道部を発展解消して統合し、広島支社下部組織扱いの「山口エリア統括部（山口支社）」を発足させている。
2022年10月1日からの組織再編では、関西・中国エリアの鉄道部を、近畿統括本部および新たに発足する中国統括本部の直轄としている。

## 設置状況

### 現存する鉄道部
2024年11月現在、2か所の鉄道部が設置されている。
- 金沢支社
  - 北陸広域鉄道部
  - 七尾鉄道部（第2次鉄道部）

### 統廃合された鉄道部・地域鉄道部
2024年11月現在、統廃合により消滅した鉄道部・地域鉄道部は以下のとおり。
- 金沢支社
  - 越前大野鉄道部（第1次鉄道部）- 2008年6月1日廃止
  - 富山鉄道部（第2次鉄道部）- 2008年6月1日廃止
  - 高岡鉄道部（第2次鉄道部）- 2009年6月1日廃止
  - 小浜鉄道部（第2次鉄道部）- 2010年6月1日廃止
  - 糸魚川地域鉄道部 - 2015年3月14日廃止
  - 北陸地域鉄道部 - 2009年6月1日廃止
  - 富山地域鉄道部 - 2015年3月14日廃止
  - 福井地域鉄道部 - 2024年3月16日廃止
  - 敦賀地域鉄道部 - 2024年3月16日廃止
- 近畿統括本部
  - 王寺鉄道部（第2次鉄道部）- 2023年6月1日廃止
- 大阪支社
  - 亀山鉄道部（第1次鉄道部）- 2021年7月1日廃止
- 和歌山支社
  - 橋本鉄道部（第2次鉄道部）- 2009年6月1日廃止
  - 新宮鉄道部（第1次鉄道部）- 2010年6月1日廃止
- 神戸支社
  - 加古川鉄道部（第1次鉄道部) - 2009年7月1日廃止
  - 姫路鉄道部（第2次鉄道部）- 2021年7月1日廃止
- 福知山支社
  - 舞鶴鉄道部（第2次鉄道部）- 2006年7月1日廃止
  - 篠山口鉄道部（第3次鉄道部）- 2009年6月1日廃止
  - 豊岡鉄道部（第1次鉄道部）- 2010年6月1日廃止
  - 福崎鉄道部（第2次鉄道部）- 2010年6月1日廃止
- 岡山支社
  - 津山鉄道部（第1次鉄道部）- 2008年6月1日廃止
  - 備中鉄道部（第2次鉄道部）- 2008年6月1日廃止
  - 府中鉄道部（第2次鉄道部）- 2008年6月1日廃止
  - せとうち地域鉄道部 - 2017年6月1日廃止
- 米子支社
  - 木次鉄道部（第1次鉄道部）- 2024年6月1日廃止
  - 浜田鉄道部（第1次鉄道部）- 2024年6月1日廃止
  - 鳥取鉄道部（第2次鉄道部）- 2024年6月1日廃止
  - 出雲鉄道部（第3次鉄道部）- 2008年6月1日廃止
- 広島支社
  - 可部鉄道部（第2次鉄道部）- 2006年7月1日廃止
  - 山口鉄道部（第1次鉄道部）- 2009年6月1日廃止
  - 宇部新川鉄道部（第1次鉄道部）- 2009年6月1日廃止
  - 三原地域鉄道部 - 2018年6月1日廃止
  - 徳山地域鉄道部 - 2019年6月1日廃止
  - 下関地域鉄道部 - 2019年6月1日廃止
  - 山口地域鉄道部 - 2019年6月1日廃止
  - 三次鉄道部（第2次鉄道部）- 2024年6月1日廃止
  - 長門鉄道部（第2次鉄道部）- 2024年6月1日廃止

## 沿革
- 1990年（平成2年）6月1日：第1次鉄道部として、越前大野・亀山・新宮・加古川・豊岡・津山・木次・浜田・山口・宇部新川の各鉄道部が発足[8]。
- 1991年（平成3年）
  - 4月1日：第2次鉄道部として、富山・高岡・小浜・王寺・橋本・姫路・舞鶴・福崎・備中・府中・鳥取・三次・可部・長門の各鉄道部が発足[8]。
  - 9月1日：第2次鉄道部として、七尾鉄道部が発足[8]。
- 1992年（平成4年）4月1日：第3次鉄道部として、篠山口・出雲の各鉄道部が発足[8]。
- 1995年（平成7年）10月1日：糸魚川・北陸・福井・せとうち・三原・徳山・下関の各地域鉄道部が発足[8]。
- 2006年（平成18年）7月1日：
  - 舞鶴鉄道部が廃止され、福知山支社直轄に変更。
  - 可部鉄道部が廃止され、広島支社直轄に変更。
- 2008年（平成20年）6月1日：
  - 富山鉄道部が北陸地域鉄道部に統合される。
  - 越前大野鉄道部が福井地域鉄道部に統合される。
  - 津山鉄道部・備中鉄道部が廃止され、岡山支社直轄に変更。
  - 府中鉄道部がせとうち地域鉄道部に統合される。
  - 出雲鉄道部が廃止され米子支社直轄に変更。
- 2009年（平成21年）6月1日：
  - 高岡鉄道部と北陸地域鉄道部が統合し、富山地域鉄道部が発足[9]。
  - 橋本鉄道部が廃止され、和歌山支社直轄に変更。
  - 篠山口鉄道部が廃止され、福知山支社直轄に変更。
  - 山口鉄道部と宇部新川鉄道部および下関地域鉄道部の一部エリアが統合され、山口地域鉄道部が発足[10]。
- 2009年（平成21年）7月1日：加古川鉄道部が廃止され、神戸支社直轄に変更[11]。
- 2010年（平成22年）6月1日：
  - 福井地域鉄道部の福井県嶺南エリア（敦賀駅・敦賀運転派出・敦賀施設管理室）と小浜鉄道部が統合され、敦賀地域鉄道部が発足。
  - 新宮鉄道部が廃止され、和歌山支社直轄に変更。
  - 豊岡鉄道部・福崎鉄道部が廃止され、福知山支社直轄に変更。
- 2015年（平成27年）3月14日：北陸新幹線長野 - 金沢間の開業に伴い、大糸線・高山本線・城端線・氷見線を管理する組織として、北陸広域鉄道部が発足。糸魚川地域鉄道部・富山地域鉄道部を廃止。
- 2017年（平成29年）6月1日：せとうち地域鉄道部が廃止され[12]、岡山支社直轄に変更。
- 2018年（平成30年）6月1日：三原地域鉄道部が廃止され[12]、広島支社直轄に変更。
- 2019年（令和元年）6月1日：徳山地域鉄道部・山口地域鉄道部・下関地域鉄道部を廃止。これらの3地域鉄道部と山口支店が統合され、山口エリア統括部（広島支社下部組織扱い、別名山口支社）が発足[2]。
- 2021年（令和3年）7月1日：姫路鉄道部・亀山鉄道部が廃止され、近畿統括本部直轄に変更。
- 2023年（令和5年）6月1日：王寺鉄道部が廃止され、近畿統括本部直轄に変更。これを以って近畿統括本部管内から鉄道部が消滅。
- 2024年（令和6年）3月16日：北陸新幹線金沢 - 敦賀間の延伸開業に伴い、敦賀地域鉄道部・福井地域鉄道部が廃止。両地域鉄道部のエリアの残存する在来線の業務は金沢支社直轄に変更[7]。これを以ってすべての地域鉄道部が廃止された。
- 2024年（令和6年）6月1日：木次鉄道部・浜田鉄道部・鳥取鉄道部・三次鉄道部・長門鉄道部が廃止され、中国統括本部直轄に変更。これを以って中国統括本部管内から鉄道部が消滅。